# La buena estrella
La buena estrella és una pel·lícula espanyola de 1997 dirigida per Ricardo Franco. És considerada la pel·lícula més reeixida d'aquest director, gràcies al seu guió dramàtic i les bones interpretacions dels protagonistes.

## Sinopsi
Rafael (Antonio Resines) és un carnisser que viu solitari des que un accident de treball el va deixar impotent, però en conèixer a Marina (Maribel Verdú) trenca amb la seva decisió de viure sol. Ella és una dona que recull al carrer quan el seu xicot (Jordi Mollà), del qual espera un fill, està donant-li una pallissa. Comencen a viure junts i aleshores es planteja formar amb ella una família. Durant tres anys viuen tranquil·lament fins que apareix novament Daniel, ferit. L'acullen a casa i es forma una estranya relació entre tots tres.

## Repartiment
- Antonio Resines - Rafael
- Jordi Mollà - Daniel
- Maribel Verdú - Marina
- Elvira Mínguez - Ana Maria
- Ramón Barea - Paco
- Sonia Cuéllar - Estrella

## Premis
XII Premis Goya
| Categoria                  | Candidat                              | Resultat   |
| -------------------------- | ------------------------------------- | ---------- |
| Millor pel·lícula          | Millor pel·lícula                     | Guanyadora |
| Millor direcció            | Ricardo Franco                        | Guanyador  |
| Millor actriu protagonista | Maribel Verdú                         | Nominada   |
| Millor actor protagonista  | Jordi Mollà                           | Nominat    |
| Millor actor protagonista  | Antonio Resines                       | Guanyador  |
| Millor guió original       | Ricardo Franco Ángeles González-Sinde | Guanyadors |
| Millor música original     | Eva Gancedo                           | Guanyadora |

Medalles del Cercle d'Escriptors Cinematogràfics
| Categoria     | Candidat        | Resultat   |
| ------------- | --------------- | ---------- |
| Millor actriu | Maribel Verdú   | Guanyadora |
| Millor actor  | Antonio Resines | Guanyador  |
| Millor música | Eva Gancedo     | Guanyadora |

Fotogramas de Plata 1997
| Categoria                   | Candidat                    | Resultat   |
| --------------------------- | --------------------------- | ---------- |
| Millor pel·lícula espanyola | Millor pel·lícula espanyola | Guanyadora |
| Millor actriu de cinema     | Maribel Verdú               | Nominada   |
| Millor actor de cinema      | Jordi Mollà                 | Nominat    |
| Millor actor de cinema      | Antonio Resines             | Nominat    |

50è Festival Internacional de Cinema de Canesfou seleccionada per competir a Un Certain Regard i va rebre una menció especial del jurat ecumènic.